# Edelsitz Pirka

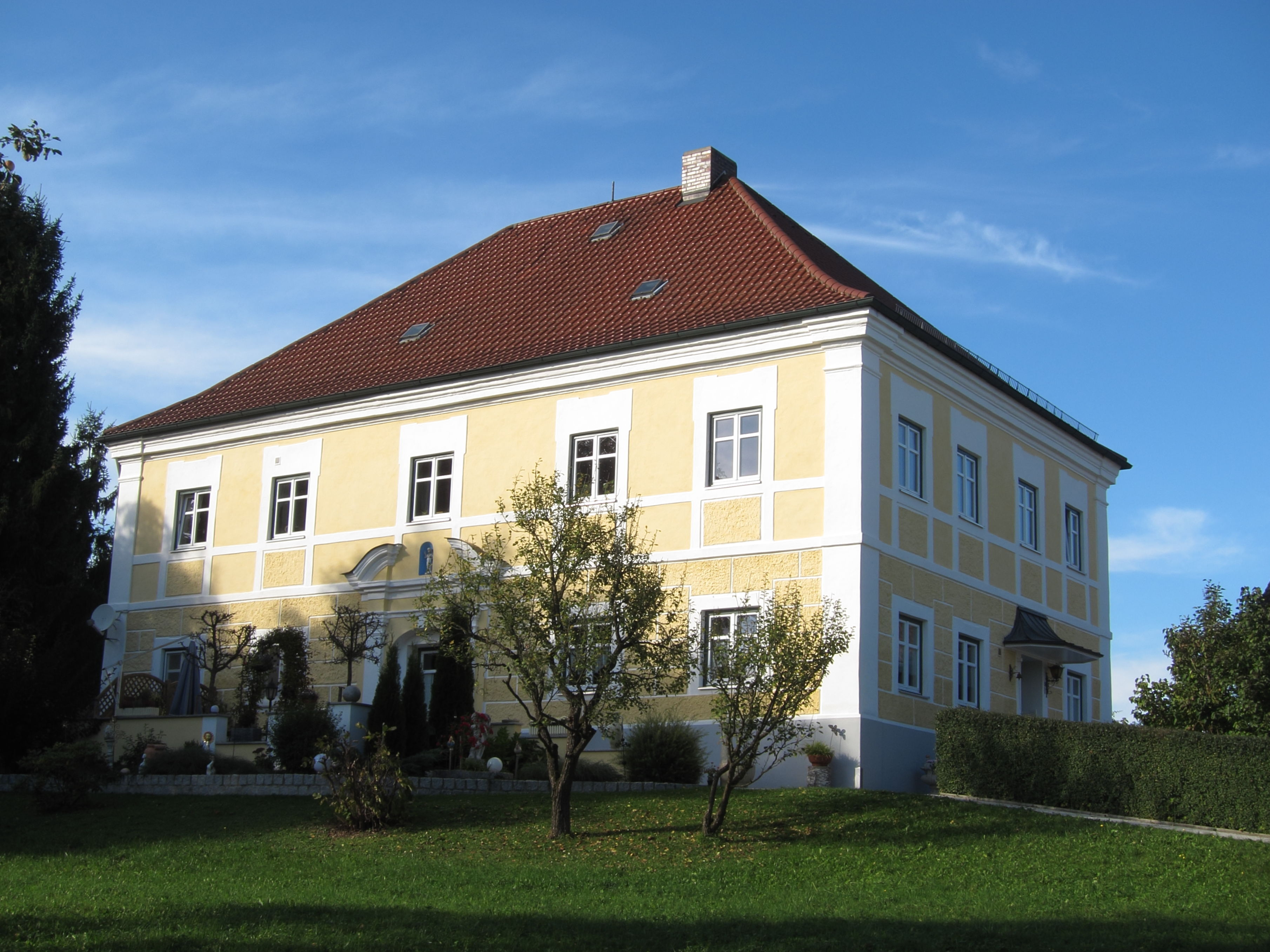
Der frühere Edelsitz Pirka (2012)

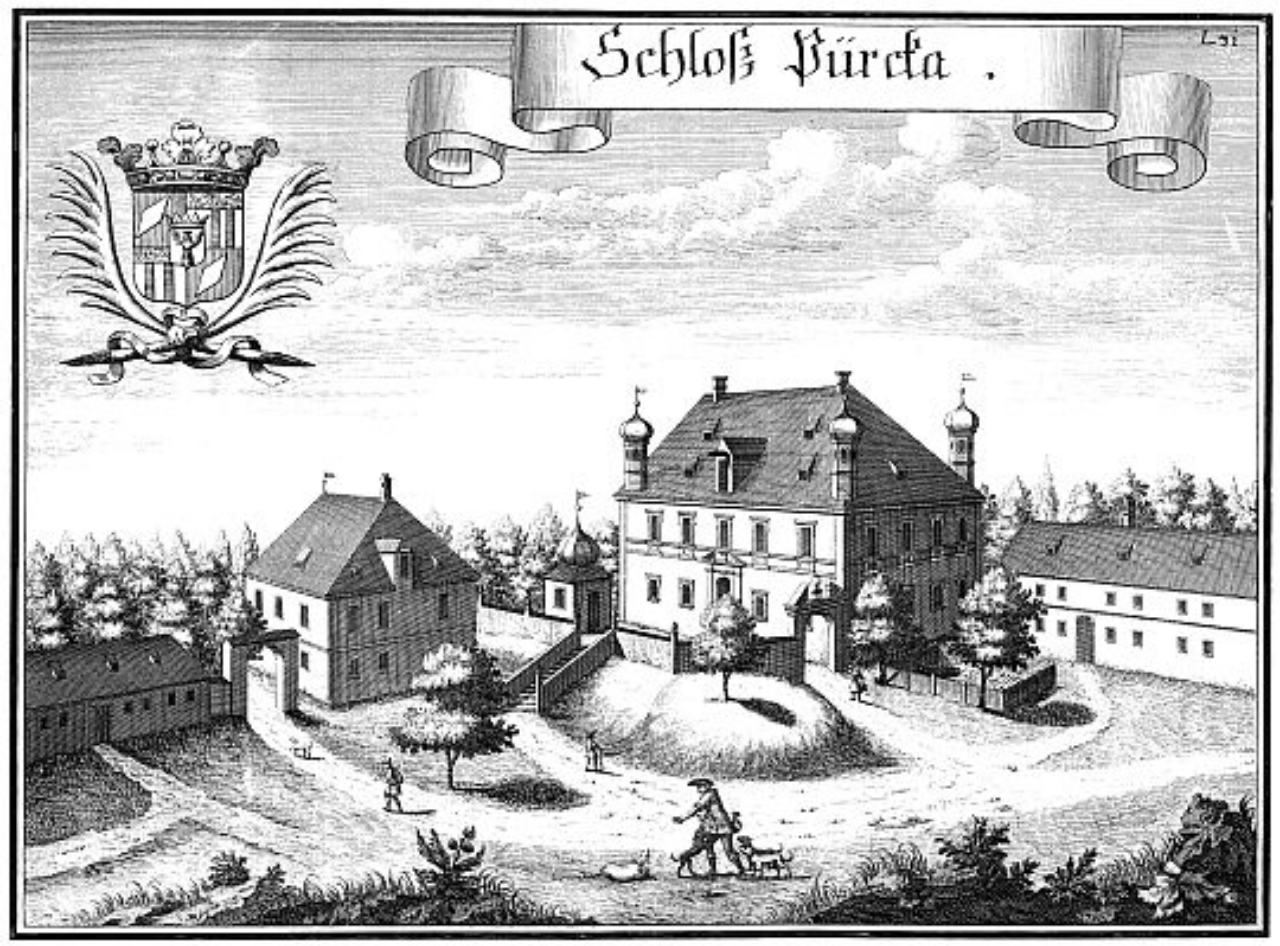
Das Schloss Pirka, Kupferstich von Michael Wening (um 1720)

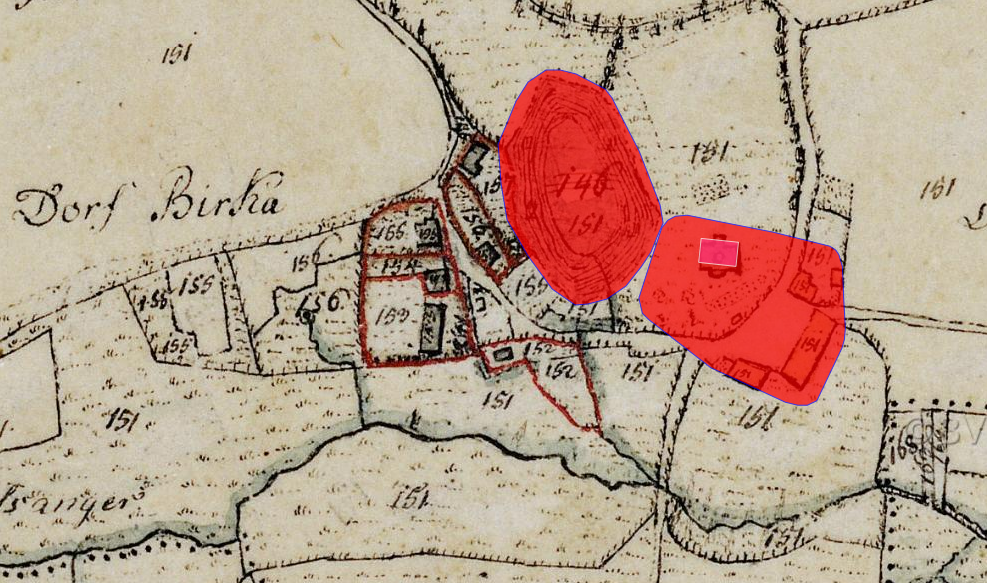
Lageplan von Edelsitz Pirka auf dem Urkataster von Bayern

Der frühere Edelsitz Pirka befindet sich in der Gemeinde Steinkirchen (Oberbayern) im Landkreis Erding von Oberbayern, er liegt einige Kilometer nordwestlich von Steinkirchen auf einer kleinen Anhöhe.

## Geschichte
Pirka gehörte zum Pfleggericht Erding des Rentamtes Landshut des Herzogtums Bayern. Pirka war ein Edelsitz der Lampfritzheimer, die ihn 1341 von Wiernhart von der Swaint erwarben und in deren Besitz er bis in das 18. Jahrhundert war. Die letzten adeligen Besitzer waren die Grafen von Pestalozzi, die Pirka in den Jahren 1853 bis 1855 abstießen. 1903 erwarb die Familie Wasserlechner das Schloss. Nur das Herrenhaus davon ist erhalten, wenn auch verändert gegenüber der Ansicht von Michael Wening um 1718.

## Baubeschreibung
Der Edelsitz Pirka ist heute ein zweigeschossiger Walmdachbau mit Putzgliederung aus dem Ende des 17. Jahrhunderts. Er steht unter Denkmalschutz (Aktenzeichen D-1-77-138-16). Ebenso wird Schloss Pirka als Bodendenkmal unter der Aktennummer D-1-7638-0110 im Bayernatlas als „untertägige frühneuzeitliche Befundeim Bereich von Schloss Pirka mit zugehörigem Wirtschaftshof“ geführt.
Unmittelbar nordwestlich befindet sich der Burgstall Pirka, der als Bodendenkmal unter der Aktennummer D-1-7638-0205 im Bayernatlas als „Burgstall des hohen und späten Mittelalters („Edelsitz Pirka“)“ geführt wird.